# Pesce monaco

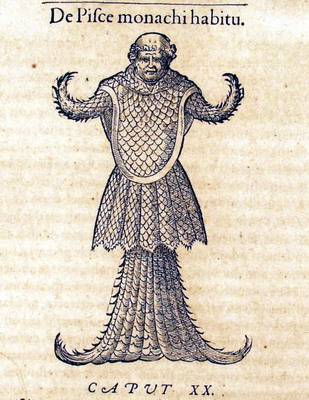
De pisce monachi habitu: fantasiosa raffigurazione del pesce monaco in una stampa d'epoca

Il Pesce monaco, o Monaco d'acqua (Sea monk o Monk-fish in inglese), è un animale marino pescato al largo della Danimarca nel 1546. Nei bestiari dell'epoca era raffigurato come un mostro squamoso, tentacolare e di colore violaceo con sembianze antropomorfe. Si diceva che fosse lungo otto piedi e la sua somiglianza con un monaco era dovuta alla testa corollata che ricorda, appunto, quella di un frate. All'epoca fu considerato un prodigio, un mostro marino, che testimoniava la singolare simmetria del mondo, per cui ogni cosa terrestre ha un equivalente nel mare.
Alcuni studiosi hanno in seguito suggerito che si trattasse, in realtà, di un calamaro gigante. Questa teoria fu avanzata, tra l'altro, dallo zoologo svedese Japetus Steenstrup nel 1854, e ripresa dal biologo marino Richard Ellis nel 1998. Bernard Heuvelmans, considerato uno dei fondatori della criptozoologia, riteneva invece che si trattasse di un tricheco erratico. Nel 2004 gli studiosi Charles G. M. Paxton e R. Holland hanno ipotizzato un'altra bestia ancora, e cioè uno squalo angelo.
Un'altra possibilità è che l'animale alla base della leggenda fosse una manta, che con la sua forma sontuosa può ben ricordare dei paramenti preteschi.
Il sea monk fa un'apparizione anche in alcuni videogiochi, tra cui Final Fantasy XI.
Vi sono poi anche altre creature marine leggendarie ispirate o somiglianti a figure religiose; fra queste si possono citare il pesce vescovo e l'umibōzu.